# C.O.D. (gruppo musicale)
I C.O.D. (o anche c|o|d) è stato un gruppo musicale Alternative formatosi a Trento nel 1993, composto da Emanuele Lapiana (voce, chitarra, tastiere e testi), Dennis Pisetta (chitarre e tastiere), Fabrizio Casali (basso) e Massimo Garbari (batteria). Il nome del gruppo è l'acronimo di Crack Opening Displacement, ovvero il valore oltre il quale un materiale metallico in trazione passa dalla crepa alla rottura totale.

## Storia del gruppo

### Gli esordi
Nati da un'idea di Emanuele Lapiana, si fanno notare a metà anni '90 vincendo importanti manifestazioni a livello nazionale come “Musikadine”, “Ritmi globali”, "Enzimi” e arrivando in finale a “Rock targato Italia”.

### La velocità della luce
Presto riescono ad accasarsi con una major: è la Virgin a metterli sotto contratto per la registrazione dell'album d'esordio. Prodotto da Luca Rossi degli Ustmamò, il disco uscirà nel 1999 con il titolo di La velocità della luce.

### Preparativi per la fine
I rapporti con la Virgin si deteriorano velocemente e il gruppo resterà in silenzio per alcuni anni. Tornano nel 2005 con l'album Preparativi per la fine, pubblicato dalla Fosbury Records distr. Audioglobe, quindi la decisione di Emanuele Lapiana di continuare in veste solista con il progetto N.A.N.O..

## Formazione
- Emanuele Lapiana - voce, chitarra
- Dennis Pisetta - chitarre e tastiere
- Fabrizio Casali - basso
- Massimo Garbari - batteria

## Discografia

### Album studio
- 1994 - Depero
- 1998 - Polaroid di un tuffo
- 1999 - La velocità della luce (Virgin Records)
- 2005 - Preparativi per la fine (Fosbury Records/Audioglobe). Ristampa 2017.

### EP
- 1997 - Bianca
- 1999 - Zapruder